# Llac de Brienz
El llac de Brienz, (Brienzersee en alemany), és un llac del cantó de Berna a Suïssa. Es troba immediatament al nord dels Alps. Les muntanyes es precipiten al llac la qual cosa fa que les ribes siguen molt abruptes.
El riu Aar entra i surt del llac. Poc després de sortir entra al llac de Thun. Entre els dos llacs, que un dia foren un de sol, es troba la ciutat d'Interlaken.
El llac que està situat a 564 metres sobre el nivell del mar fa 14 km de llarg i 2,5 d'ample. Té una àrea de 30 km² i un volum d'aigua de 5,2 km³. La profunditat màxima és de 261 m.
A la riba nord es troba el poble de Brienz i al sud-oest Interlaken, Matten i Unterseen.
El llac Brienz és pobre en nutrients i en conseqüència la pesca no és gaire important. Tanmateix les captures de peix foren de 10.000 kg el 2001.
Els vaixells de passatgers operen al llac des del 1839.